# Cirurgia (Aracaju)
Cirurgia é um bairro da região central de Aracaju. Limita-se ao norte com o Getúlio Vargas, a leste com o Centro, a oeste com o Siqueira Campos e ao sul com o Pereira Lobo e a Suíssa. Tem relevo colinoso, testemunho de antigos campos dunares aterrados ou desmanchados.

## Origem do Bairro
O bairro leva o nome do Hospital das Clínicas Dr. Augusto Leite, mais conhecido como Hospital de Cirurgia. Este foi o maior hospital público de Sergipe até o ano de 1986, quando foi inaugurado o Hospital de Urgência de Sergipe na zona oeste da capital sergipana.

## Ocupação e urbanização
A região que compreende os bairros Suíça e Cirurgia remonta ao antigo Bela Vista e a história das duas localidades se confunde. O bairro fora ocupado já no final do século XIX por escravos alforriados e migrantes do interior, já que estes estavam proibidos de ocupar o Centro (Aracaju) projetado pelo engenheiro Sebastião José Basílio Pirrro. Era uma região de difícil acesso devido às íngremes ladeiras. Os melhoramentos começaram a chegar a partir dos anos 1920. É inaugurado o Hospital de Cirurgia, uma linha de bonde elétrico e uma fonte de água potável, a Fonte da Caatinga, atual Praça da Bandeira. 
Em meados da década de 1970 o então prefeito de Aracaju João Alves Filho inicia o desmonte de um grande morro para abrir a Avenida Desembargador Maynard, fazendo uma nova ligação entre o Centro e a zona oeste. Também nessa época grande parte das ruas é calçada com paralelepípedos e importantes obras de saneamento básico são executadas.
Na atualidade o bairro conserva características essencialmente residenciais. A exceção fica por conta da avenida Pedro Calazans, onde predominam revendedoras de automóveis usados, e no entorno do Hospital Cirurgia, onde estão concentradas clínicas, farmácias e funerárias.

## Principais logradouros

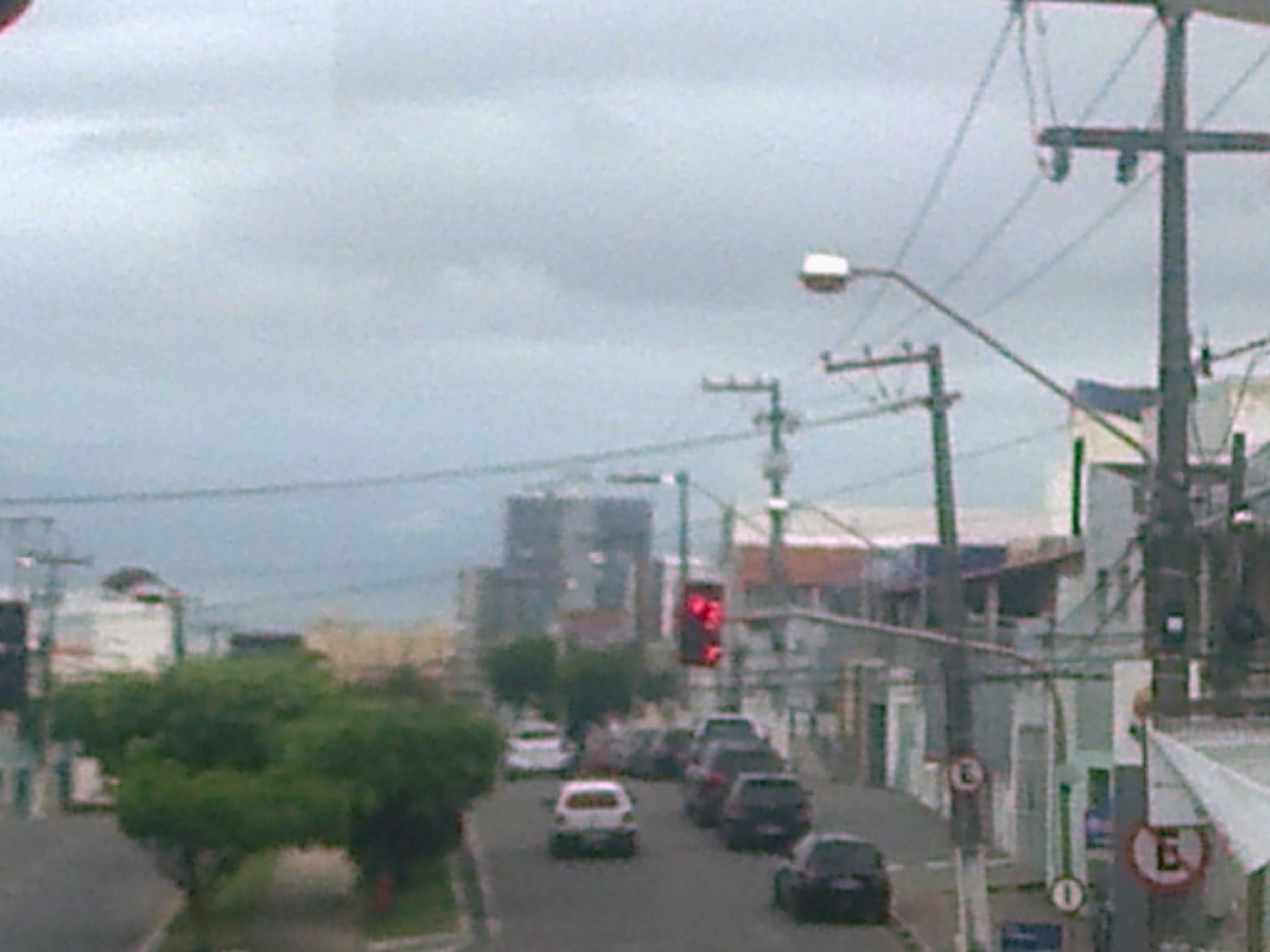
Avenida Pedro Calazans, um dos principais logradouros do bairro.

- Avenida Desembargador Maynard

- Avenida Pedro Calazans

## Cultura
No carnaval, desfila pelas ruas dos bairros Cirurgia e Suíça o bloco do Rasgadinho, criado em 1962, sendo o mais antigo bloco de folia de mômo da capital.